# دقيق أسمر

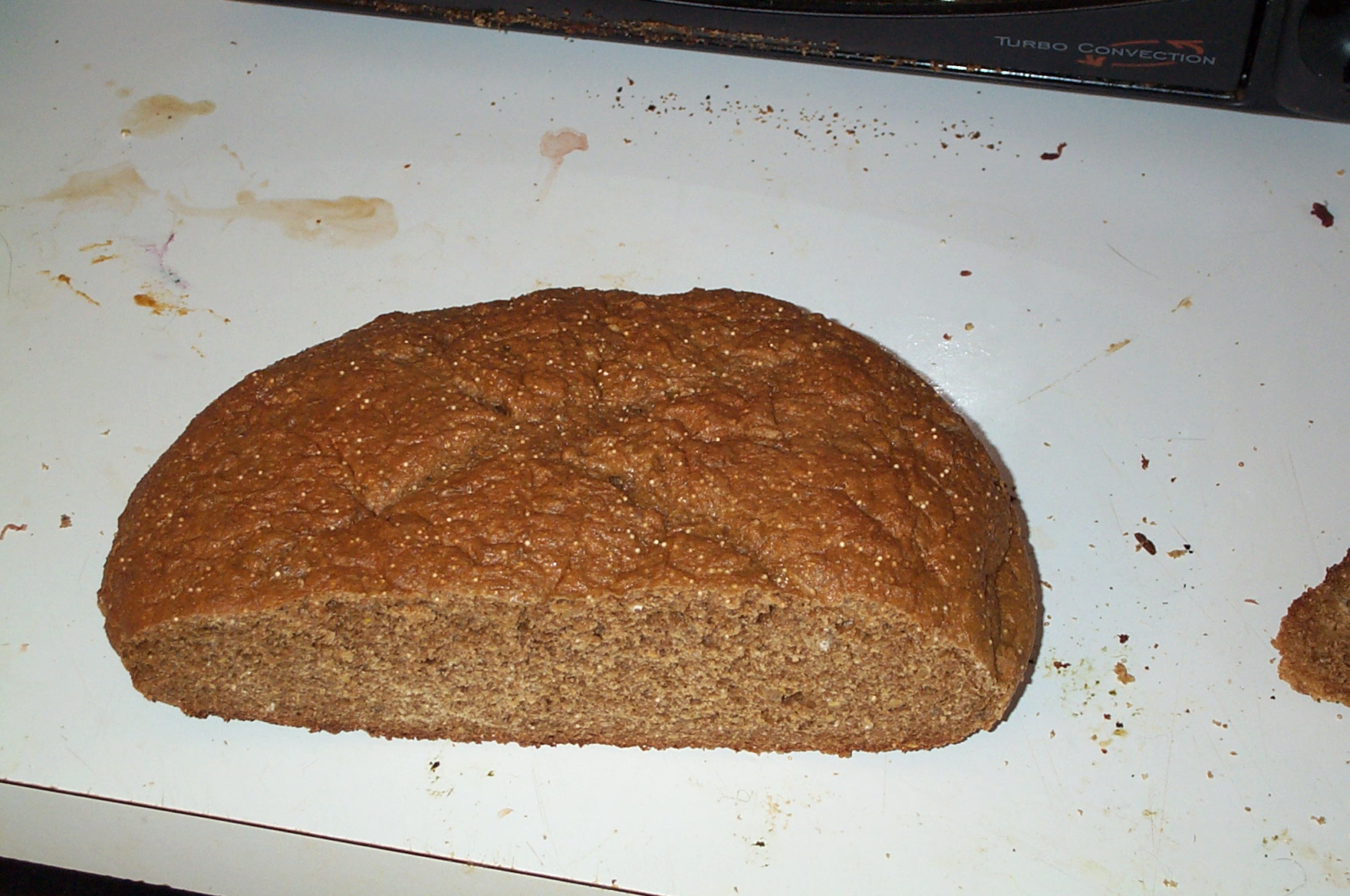
الدقيق الأسمر ينتج عند طحن القمح بقشرته

الدقيق الأسمر ينتج عن طحن القمح بقشرته والاختلاف بينه وبين الدقيق الأبيض يكمن في طريقة معالجة القمح، فالدقيق الأسمر ينتج عند طحن القمح بقشرته، أما الدقيق الأبيض فينتج بطحن القمح بعد إزالة القشرة المحتوية على الألياف والحديد والكالسيوم وجنين القمح الذي يحتوي على فيتامين هـ وفيتامين ب. والدقيق الأسمر يفقد بالطبع بعضًا من هذه القشرة والجنين بسبب عملية الطحن، ولكن النتيجة هي احتوائه على نسبة تتراوح بين 85% إلى 90% من فائدة القمح الكاملة. أما الدقيق الأبيض يفقد حوالي 70% - 72% من العناصر الغذائية، ولكن في مراحل التصنيع يضيف المنتجين بعض العناصر الغذائية المفقودة من الدقيق الأبيض ليصبح مدعمًا بالكالسيوم والحديد وفيتامين ب والنياسين. ولكن رغم ذلك فهو يفتقر إلى العديد من الفيتامينات والمعادن الضرورية لوجبة صحية كاملة، فهو يحتوي فقط على 14% من فيتامين ب بالنسبة للدقيق الأسمر و17% من المغنسيوم و17% من الزنك.

## المميزات
تتكون حبات الحبوب الكاملة من ثلاثة أجزاء بداية بالطبقة الخارجية الصلبة وتعرف بالنخالة، والتي تحتوي على الألياف والمعادن ومضادات الأكسدة.أمّا السويداء هي الطبقة الوسطى تتكون في الغالب من الكربوهيدرات. أما الطبقة الأخيرة تعرف بالجنين وهي الطبقة الداخلية التي تحتوي على فيتامينات ومعادن وبروتينات ومركبات نباتية.
يعتبر دقيق القمح الكامل غني بالفيتامينات ب1 وب3 وب5 مع الريبوفلافين والفولات. كما أنه يحتوي على المزيد من الحديد والكالسيوم والبروتين والمواد المغذية الأخرى أكثر من الدقيق الأبيض. من أبرز مميزات الدقيق الأسمر أنه غني بالألياف التي تعتبر جزءًا مهمًا من النظام الغذائي، لأنها تمنع الإمساك، تساعد على التحكم في نسبة السكر في الدم، تجنب أمراض القلب، وحتى تساعد في إدارة فقدان الوزن.

## أنواع الدقيق
هناك العديد من أنواع الطحين المتاحة، والاختلاف فيما بينهم يكمن في طريقة الطحن.
- طحين الحبوب الكاملة: وهي مصنوعة من حبوب القمح الكامل بدون إضافة أو سحب أي شيء.
- الدقيق البني أو الأسمر: وهو يحتوي عادة على حوالي 85٪ من الحبوب الأصلية. تمت معالجته وإزالة بعض النخالة والبقايا.
- الدقيق الأبيض: يحتوي بالمجمل على حوالي 75٪ من حبوب القمح، تمت إزالة معظم النخالة وجنين القمح أثناء عملية الطحن.
- طحين القمح: يمكن أن يكون دقيقًا أبيضًا أو بنيًا مضافًا إليه 10٪ على الأقل من جنين القمح.
- حبوب القمح المملحة: وهي عبارة عن دقيق بني أو دقيق القمح الكامل مع إضافة حبوب مملحة.
- طحين الحجر:هو عبارة عن دقيق القمح الكامل المطحون بطريقة تقليدية بين حجرين.
- الطحين العضوي: يتميّز هذا النوع بكونه مصنوع من الحبوب التي نمت وفقًا للمعايير العضوية، حيث أنه يجب تسجيل المزارعين والمطاحن وإخضاعهم لعمليات تفتيش منتظمة قبل أن يصنّف الدقيق عضوي.
- الطحين المركب: وهو يعتبر مزيج بين عدة أنواع من الطحين بالإضافة إلى بعض المركبات الغذائية.

## الدقيق الأسمر والصحة
يحتوي الدقيق الأسمر على الليجنانات وهي نوع من الهرمونات النباتية توجد في الحبوب والبقوليات والخضروات والفاكهة. وتحتوي الحبوب على 7 مجم من الجلوتين لكل 100جم منه ويتكسر الجلوتين أثناء الهضم بواسطة البكتريا النافعة إلى مركبات تدخل في تركيب هرمون الاستروجين الأنثوي. وهذه المركبات لها كل من الخصائص الاستروجينية والخصائص المضادة للاستروجين التي تحمي من السرطانات التي تسببها زيادة بعض الهرمونات.
فيما يختص بالسعرات الحرارية، لا يوجد اختلاف يذكر بين الأنواع المختلفة من الدقيق، إلّا أنن عند اتباع نظامًا غذائيًا منخفض السعرات الحرارية، من المهم أن تحتوي السعرات الحرارية على أكبر عدد ممكن من العناصر الغذائية لذا فإن اختيار الدقيق كثيف العناصر الغذائية يعتبر عنصر شديد الأهمية.
تساعد الحبوب الكاملة أيضًا في تقليل خطر الإصابة بالسكتة الدماغية هذا ما أثبته تحليل لست دراسات أجريت على ما يقرب من 250000 شخص، حيث أنّ الذين تناولوا معظم الحبوب الكاملة كانوا أقل عرضة للإصابة بالسكتة الدماغية بنسبة 14٪ من أولئك الذين تناولوا أقل عدد منهم .بالإضافة إلى ذلك يمكن لبعض المركبات الموجودة في الحبوب الكاملة، مثل الألياف وفيتامين K ومضادات الأكسدة، أن تقلل من خطر الإصابة بالسكتة الدماغية.
كما أن تناول الأطعمة الغنية بالألياف يساعد على الشعور بالشبع ومنع الإفراط في تناول الطعام. هذا هو أحد أسباب التوصية بالوجبات الغذائية الغنية بالألياف لفقدان الوزن، مما يقلل خطر الإصابة بالسمنة.
الجدير بالذكر أنه يساهم في التخفيف من خطر الإصابة في مرض السكري من النوع الثاني.